# Maccabi Sha'arayim FC
El Maccabi Sha'arayim FC (en hebreo: מכבי שעריים‎) es un equipo de fútbol de Israel que juega en la Liga Alef, la tercera división nacional.

## Historia
Fue fundado en el año 1950 en la ciudad de Rehovot y en 1963 juega por primera vez en la Liga Leumit, la que entonces era la primera división nacional.
El club estuvo seis temporadas consecutivas y llegaría a la final de la Copa de Israel de 1969, la cual perdería por 0-1 ante el Hakoah Ramat Gan, temporada de la cual descendería a la segunda división al terminar en penúltimo lugar. En la temporada de 1971/72 el club estuvo cerca de retornar a la primera división,, pero perdería por 1-2 ante el Hapoel Marmorek y le quitaría el ascenso. Dos años después jugaría la ronda de playoff de ascenso pero volvería a fracasar en su intento de ascender a la primera división.
En la temporada de 1977/78 el club desciende a la Liga Alef, donde estaría las siguientes seis temporadas para retornar a la segunda división, y un año después retorna a la primera división por primera vez en 16 años, pero su estancia en la primera división fue de solo una temporada luego de quedar en último lugar en la temporada de 1985/86.
El club descendería a la tercera división en la temporada 1992/93, y descendería a la cuarta división en la temporada 2000/01, y seis años despupes descendería a la quinta división. En la temporada 2011/12 el club retorna a la Liga Alef luego de vencer 2–1 al Hapoel Azor en el play-off.
En la temporada 2015/16 gana la Liga Alef Sur y logra el ascenso a la Liga Leumit, retornando a la segunda división tras 23 años de ausencia.

## Palmarés
- Tercera División: 4

1955–56, 1959–60, 1983–84, 2015–16
- Cuarta División: 1

2011–12
- Toto Cup Leumit: 1

2016-17